# Sanmenxia
Sanmenxia (三门峡 ; pinyin : Sānménxiá) est une ville-préfecture située dans une région assez montagneuse dans l'ouest du Henan en Chine. La ville elle-même se trouve sur les rives du Fleuve Jaune, un peu en amont de la Grande plaine de Chine du Nord. Entre 1957 et 1960, le barrage de Sanmenxia est construit pour éviter les inondations. Il permet également l'irrigation et produit de l'électricité. Néanmoins, il ralentit le débit du fleuve, ce qui pose des problèmes d'envasement.

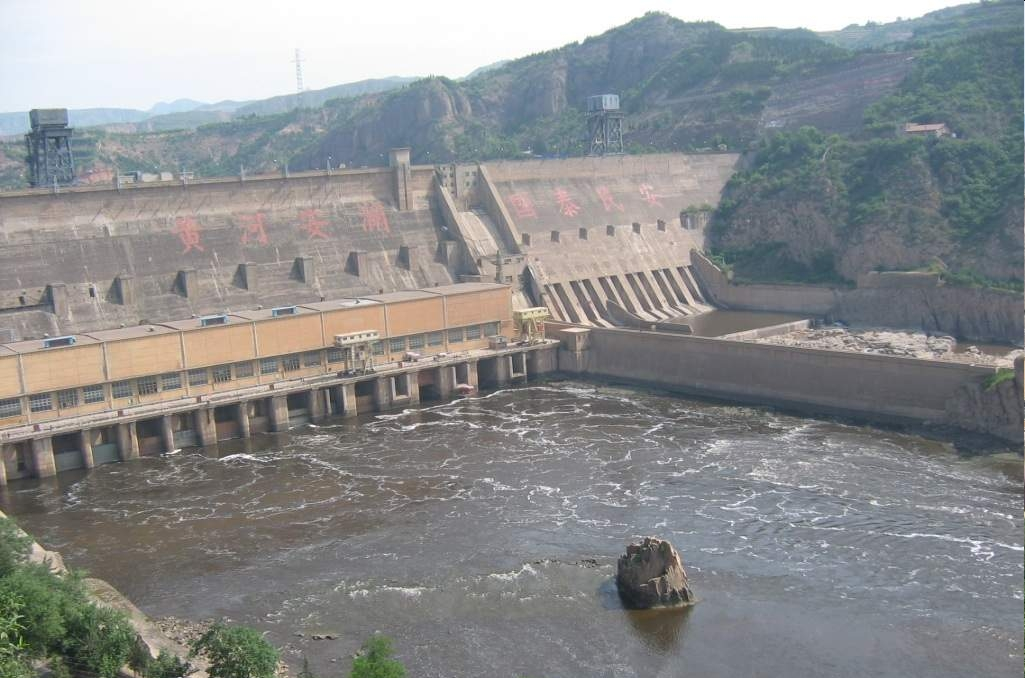
Barrage de Sanmenxia

## Subdivisions administratives
La ville-préfecture de Sanmenxia exerce sa juridiction sur six subdivisions - un district, deux villes-districts et trois xian :
- le district de Hubin - 湖滨区 Húbīn Qū ;
- la ville de Yima - 义马市 Yìmǎ Shì ;
- la ville de Lingbao - 灵宝市 Língbǎo Shì ;
- le xian de Mianchi - 渑池县 Miǎnchí Xiàn ;
- le xian de Shan - 陕县 Shǎn Xiàn ;
- le xian de Lushi - 卢氏县 Lúshì Xiàn.